# Torneo Descentralizado 2013
Torneo Descentralizado 2013 är den högsta divisionen i fotboll i Peru för säsongen 2013. Totalt deltar 16 lag för säsongen 2013. Säsongen pågår mellan den 8 februari och 8 december 2013. Mästerskapet kvalificerar lag för Copa Libertadores 2014 och Copa Sudamericana 2014. Mästerskapet består av tre olika faser: i den första fasen möter alla lag varandra två gånger (en gång hemma och en gång borta), vilket ger totalt 30 omgångar per lag; i den andra fasen delas lagen upp i två grupper där de spelar mot varandra ytterligare två gånger (hemma och borta), vilket ger ytterligare 14 matcher; de två gruppvinnarna möts sedan i den tredje fasen, finalen (som består av ett dubbelmöte), som korar vinnaren av Torneo Descentralizado 2013. Alla lag spelar alltså minst totalt 44 matcher under säsongen. När säsongen är slut sammanställs en totaltabell med resultaten från den första och andra fasen. Därigenom kvalificeras lagen till Copa Libertadores och Copa Sudamericana och genom tabellen bestäms även vilka två lag som skall flyttas ned.
Regerande mästare från 2012 är Sporting Cristal som besegrade Real Garcilaso i finalen. Nya lag är UTC de Cajamarca och Pacífico FC som blev uppflyttade till den högsta divisionen på bekostnad av Sport Boys och Cobresol.

## Kvalificering för internationella turneringar
- Copa Libertadores 2014 (tre lag):
  - Vinnare av Torneo Descentralizado: Universitario
  - Tvåan av Torneo Descentralizado: Real Garcilaso
  - Bäst placerade icke-kvalificerade laget i den sammanlagda tabellen: Sporting Cristal
- Copa Sudamericana 2014 (fyra lag):
  - Bäst placerade lag i den sammanlagda tabellen (som inte kvalificerat sig för Copa Libertadores): Alianza Lima
  - Bäst placerade lag i den sammanlagda tabellen (som inte kvalificerat sig för Copa Libertadores): Universidad César Vallejo
  - Bäst placerade lag i den sammanlagda tabellen (som inte kvalificerat sig för Copa Libertadores): UTC de Cajamarca
  - Bäst placerade lag i den sammanlagda tabellen (som inte kvalificerat sig för Copa Libertadores): Inti Gas

## Resultat

### Första fasen
Totalt spelas 30 matcher i den första fasen - alla lag mötte varandra två gånger, en gång hemma och en gång borta. Vinnaren av den första fasen blir garanterade en plats i Copa Libertadores 2014, åtminstone som Perus tredje representationslag (som går in i kvalomgångarna), men det vinnande laget har även en möjlighet att placera sig bättre i den andra fasen och kan därmed rankas högre bland Perus tre representationslag i turneringen. Därefter går samtliga lag vidare till den andra fasen. Lagen rankas i tabellen efter 1) poäng, 2) målskillnad, 3) gjorda mål och till sist, 4) inbördes möten. Real Garcilaso fick en poängs avdrag för att ha anmält fem utlänningar till en match, vilket var mot gällande regelverk. Även FBC Melgar fick en poängs avdrag för regelbrott.
| Nr | Lag                       | S  | V  | O  | F  | GM | IM | MS  | P  |
| -- | ------------------------- | -- | -- | -- | -- | -- | -- | --- | -- |
| 1  | Real Garcilaso            | 30 | 17 | 7  | 6  | 41 | 20 | +21 | 57 |
| 2  | Universitario             | 30 | 15 | 8  | 7  | 41 | 24 | +17 | 53 |
| 3  | Sporting Cristal          | 30 | 14 | 7  | 9  | 51 | 33 | +18 | 49 |
| 4  | UTC de Cajamarca          | 30 | 13 | 8  | 9  | 33 | 28 | +5  | 47 |
| 5  | Universidad César Vallejo | 30 | 12 | 10 | 8  | 35 | 32 | +3  | 46 |
| 6  | León de Huánuco           | 30 | 11 | 12 | 7  | 38 | 27 | +11 | 45 |
| 7  | Alianza Lima              | 30 | 13 | 6  | 11 | 34 | 33 | +1  | 45 |
| 8  | Inti Gas                  | 30 | 11 | 10 | 9  | 41 | 38 | +3  | 43 |
| 9  | Sport Huancayo            | 30 | 11 | 9  | 10 | 40 | 41 | −1  | 42 |
| 10 | Cienciano                 | 30 | 10 | 9  | 11 | 30 | 39 | −9  | 39 |
| 11 | Melgar                    | 30 | 8  | 12 | 10 | 32 | 33 | −1  | 35 |
| 12 | Juan Aurich               | 30 | 8  | 9  | 13 | 37 | 37 | 0   | 33 |
| 13 | Pacífico FC               | 30 | 7  | 12 | 11 | 22 | 33 | −11 | 33 |
| 14 | Universidad San Martín    | 30 | 8  | 6  | 16 | 26 | 44 | −18 | 30 |
| 15 | Unión Comercio            | 30 | 6  | 8  | 16 | 24 | 40 | −16 | 26 |
| 16 | José Gálvez               | 30 | 6  | 7  | 17 | 38 | 64 | −26 | 25 |

### Andra fasen
Alianza Lima fick 1 poäng extra för att deras reservlag kom tvåa i reservlagsserien, medan Universidad San Martín fick 2 poäng extra för att ha vunnit densamma.
| Nr | Lag                       | S  | V  | O  | F  | GM | IM | MS  | P  |
| -- | ------------------------- | -- | -- | -- | -- | -- | -- | --- | -- |
| 1  | Real Garcilaso            | 44 | 22 | 12 | 10 | 63 | 39 | +24 | 77 |
| 2  | Sporting Cristal          | 44 | 22 | 9  | 13 | 76 | 45 | +31 | 75 |
| 3  | Alianza Lima              | 44 | 19 | 12 | 13 | 57 | 46 | +11 | 70 |
| 4  | Universidad César Vallejo | 44 | 18 | 15 | 11 | 53 | 46 | +7  | 69 |
| 5  | Sport Huancayo            | 44 | 14 | 14 | 16 | 55 | 62 | −7  | 56 |
| 6  | Melgar                    | 44 | 10 | 20 | 14 | 45 | 49 | −4  | 50 |
| 7  | Unión Comercio            | 44 | 11 | 11 | 22 | 39 | 59 | −20 | 44 |
| 8  | Pacífico FC               | 44 | 10 | 14 | 20 | 31 | 62 | −31 | 44 |

| Nr | Lag                    | S  | V  | O  | F  | GM | IM | MS  | P  |
| -- | ---------------------- | -- | -- | -- | -- | -- | -- | --- | -- |
| 1  | Universitario          | 44 | 21 | 13 | 10 | 61 | 39 | +22 | 76 |
| 2  | UTC de Cajamarca       | 44 | 19 | 11 | 14 | 52 | 49 | +3  | 68 |
| 3  | Inti Gas               | 44 | 17 | 12 | 15 | 63 | 65 | −2  | 63 |
| 4  | Juan Aurich            | 44 | 17 | 11 | 16 | 66 | 50 | +16 | 62 |
| 5  | Cienciano              | 44 | 15 | 14 | 15 | 46 | 56 | −10 | 59 |
| 6  | León de Huánuco        | 44 | 14 | 14 | 16 | 49 | 48 | +1  | 56 |
| 7  | Universidad San Martín | 44 | 12 | 11 | 21 | 46 | 60 | −14 | 49 |
| 8  | José Gálvez            | 44 | 10 | 9  | 25 | 55 | 88 | −33 | 39 |

### Final
En final skall spelas mellan segraren av grupp A (Real Garcilaso) och grupp B (Universitario) för att avgöra segraren av Torneo Descentralizado 2013. Finalen består av två separata matcher, en match på varje lags hemmaplan, som spelas 8 och 15 december 2013. Vid lika i poäng (målen i matcherna räknades inte) tillämpades omspel på neutral plan. Real Garcilaso vann den första matchen och Universitario den andra, vilket gav 3-3 i poäng och därmed spelades ett omspel. Omspelet slutade 1-1 och matchen gick till en resultatlös förlängning och därefter straffar, där Universitario vann med 5-4 och därmed blev mästare 2013.
| 1           | 8 december 2013 | Real Garcilaso                  | 3 – 2   | Universitario                    | Estadio Municipal de Espinar |                        |
| 13:00 UTC–5 | 13:00 UTC–5     | Ortiz 2′ Ferreira 45′ Ramúa 88′ | (2 – 0) | Ruidíaz 68′ (str.) Fernández 76′ | Espinar Publik: 12 550       | Espinar Publik: 12 550 |
| 13:00 UTC–5 | 13:00 UTC–5     |                                 |         |                                  | Espinar Publik: 12 550       | Espinar Publik: 12 550 |
| 13:00 UTC–5 | 13:00 UTC–5     |                                 |         |                                  | Espinar Publik: 12 550       | Espinar Publik: 12 550 |

| 2           | 15 december 2013 | Universitario                            | 3 – 0   | Real Garcilaso | Estadio Monumental  |                     |
| 15:30 UTC–5 | 15:30 UTC–5      | Gustavino 7′ Fernández 16′ Guarderas 82′ | (2 – 0) |                | Lima Publik: 46 824 | Lima Publik: 46 824 |
| 15:30 UTC–5 | 15:30 UTC–5      |                                          |         |                | Lima Publik: 46 824 | Lima Publik: 46 824 |
| 15:30 UTC–5 | 15:30 UTC–5      |                                          |         |                | Lima Publik: 46 824 | Lima Publik: 46 824 |

| 2           | 18 december 2013 | Real Garcilaso                                    | 1 – 1                      | Universitario                                           | Estadio Huancayo        |                         |
| 13:00 UTC–5 | 13:00 UTC–5      | Bogado 64′                                        | (0 – 0)                    | Galliquio 51′                                           | Huancayo Publik: 15 200 | Huancayo Publik: 15 200 |
| 13:00 UTC–5 | 13:00 UTC–5      |                                                   |                            |                                                         | Huancayo Publik: 15 200 | Huancayo Publik: 15 200 |
| 13:00 UTC–5 | 13:00 UTC–5      | Ramúa Ortiz Ramos Guadalupe Ferreira Rey Retamoso | Straffsparksläggning 4 – 5 | Ximénez Gonzales Gómez Guastavino Ruidíaz Romero Duarte | Huancayo Publik: 15 200 | Huancayo Publik: 15 200 |

## Sammanlagd tabell
Mästarna för detta års säsong, Universitario, står i fetstil. Universidad San Martín vann reservlagsserien, medan Alianza Lima kom tvåa i densamma. De fick därför 2 respektive 1 extrapoäng.
| Nr | Lag                                | S  | V  | O  | F  | GM | IM | MS  | P  |
| -- | ---------------------------------- | -- | -- | -- | -- | -- | -- | --- | -- |
| 1  | Real Garcilaso                     | 44 | 22 | 12 | 10 | 63 | 39 | +24 | 77 |
| 2  | Universitario                      | 44 | 21 | 13 | 10 | 61 | 39 | +22 | 76 |
| 3  | Sporting Cristal                   | 44 | 22 | 9  | 13 | 76 | 45 | +31 | 75 |
| 4  | Alianza Lima1 extrapoäng           | 44 | 19 | 12 | 13 | 57 | 46 | +11 | 70 |
| 5  | Universidad César Vallejo          | 44 | 18 | 15 | 11 | 53 | 46 | +7  | 69 |
| 6  | UTC de Cajamarca                   | 44 | 19 | 11 | 14 | 52 | 49 | +3  | 68 |
| 7  | Inti Gas                           | 44 | 17 | 12 | 15 | 63 | 65 | −2  | 63 |
| 8  | Juan Aurich                        | 44 | 17 | 11 | 16 | 66 | 50 | +16 | 62 |
| 9  | Cienciano                          | 44 | 15 | 14 | 15 | 46 | 56 | −10 | 59 |
| 10 | León de Huánuco                    | 44 | 14 | 14 | 16 | 49 | 48 | +1  | 56 |
| 11 | Sport Huancayo                     | 44 | 14 | 14 | 16 | 55 | 62 | −7  | 56 |
| 12 | Melgar                             | 44 | 10 | 20 | 14 | 45 | 49 | −4  | 50 |
| 13 | Universidad San Martín2 extrapoäng | 44 | 12 | 11 | 21 | 46 | 60 | −14 | 49 |
| 14 | Unión Comercio                     | 44 | 11 | 11 | 22 | 39 | 59 | −20 | 44 |
| 15 | Pacífico FC                        | 44 | 10 | 14 | 20 | 31 | 62 | −31 | 44 |
| 16 | José Gálvez                        | 44 | 10 | 9  | 25 | 55 | 88 | −33 | 39 |

### Nedflyttningskval
Nedflyttningskvalet spelades i bäst av en match på neutral plan mellan de två lagen på samma poäng på plats 14 och 15 i den sammanlagda tabellen, eftersom de båda lagen kom på samma poäng (man kunde inte flyttas ner på grund av sämre målskillnad). Unión Comercio besegrade Pacífico FC med 1-0 och därmed flyttades Pacífico FC ner medan Unión Comercio stannade kvar i den högsta divisionen.
|             | 4 december 2013 | Pacífico FC | 0 – 1   | Unión Comercio | Estadio Francisco Mendoza Pizarro |                     |
| 15:00 UTC–5 | 15:00 UTC–5     |             | (0 – 0) | Andonaire 86′  | Olmos Publik: 1 405               | Olmos Publik: 1 405 |
| 15:00 UTC–5 | 15:00 UTC–5     |             |         |                | Olmos Publik: 1 405               | Olmos Publik: 1 405 |
| 15:00 UTC–5 | 15:00 UTC–5     |             |         |                | Olmos Publik: 1 405               | Olmos Publik: 1 405 |